# Silence sacré
Pour l’article homonyme, voir Silence sacré (film, 1924).
Pour plus de détails, voir Fiche technique et Distribution.
Silence sacré (titre original : Sacred Silence) est un film américain réalisé par Harry F. Millarde, sorti en 1919.

## Fiche technique
- Titre : Silence sacré
- Titre original : Sacred Silence
- Réalisation : Harry F. Millarde
- Scénario : Thomas F. Fallon, Roy Somerville, Howard Irving Young, d'après la pièce The Deserters de Robert Peyton Carter et Anna Alice Chapin
- Photographie : George W. Lane
- Montage :
- Producteur : William Fox
- Société de production : Fox Film Corporation
- Société de distribution : Fox Film Corporation
- Pays d'origine :  États-Unis
- Langue : film muet avec les intertitres en anglais
- Format : Noir et blanc — 35 mm — 1,33:1 — Muet
- Genre : Film dramatique
- Métrage : 1 800 mètres
- Durée : 60 minutes
- Dates de sortie :
  - États-Unis : 12 octobre 1919
  - Portugal : 10 septembre 1926

## Distribution
- William Russell
- Agnes Ayres
- James Morrison
- Mabel Julienne Scott
- George MacQuarrie